# Мурманчици
Мурманчици (Мурманска бойна група) е наименование за полските военни формирования, воювали против болшевиките в областта на Мурманск и Архангелск, Северна Русия през 1918 – 1919 г. Те се включват в т.нар. Интервенция на Антантата в Руската гражданска война.

## Обединяване
През май и юни 1918 г. с разпадането на руския царизъм се оформят полски въоръжени групи. Етнически полските офицери, които се били за Царската руска армия, се събират в Киев и създават така наречената Войскова комисия. Тя е подкрепена от полската общност, която по това време пребивава в Москва. Легионерът и бивш капитан от Австро-унгарската армия Йозеф Халер е обявен за комендант на всички сили на Изток.
На 15 юни Халер подписва споразумение със западните съюзници от Антантата, според което полска военна единица ще бъде създадена в Северна Русия, в района на Мурманск и Архангелск, който по това време е под контрола на съюзниците. Полски войници трябва постепенно да бъдат транспортирани от тези пристанища до Франция, където да се присъединят към създадената там полска Синя армия. В резултат на това хиляди етнически полски военни от бившата царска армия, както и полските военнопленници, които са служили в германската или Австро-Унгарската армия, се отправят на север. Болшевишкото правителство, разбрало за споразумението от германския посланик Вилхелм фон Mирбах, залавя и застрелва на място много поляци и като резултат едва близо 1000 души достигат Мурманск.
През юни 1918 г. Войсковата комисия създава Мобилизационен отдел начело с полковник Михал Рола-Жимерски. Тя е натоварена със задачата да въоръжава и командва полските войници в района на Мурманск. Отделът работи до средата на юли 1918 г., когато неговата дейност е спряна от болшевиките по нареждане на Лев Троцки. При тези обстоятелства нов център за полски войници скоро е разкрит при река Кубан. На 20 юни 1918 г. Халер напуска Москва във френски санитарен влак и след 6 дни пристига в Мурманск, където се среща с генерал сър Фредерик Кътбърт Пуул. В резултат на тази среща на полските войници е наредено да се съберат в град Кола. На 4 юли генерал Халер напуска Русия и заминава за Шотландия на борда на британски британски разрушител. Преди да напусне, той назначава генерал Луциан Желиговски за командир на полските сили в Изтока.
Поради недостатъчен брой войници и офицери, тъй като много от опитните членове на личния състав са поетапно изпратени във Франция, за да засилят там полските единици, Желиговски е затруднен и не иска да разделя отряда си. Но за да използва пълноценно материалната подкрепа на британците, с които поляците си сътрудничат срещу болшевиките, му се налага да направи това. Първото полско военно формирование в Северна Русия е създадено през юни 1918 г. в Кола: то се състои от пехотна дружина и картечен взвод (общо около 200 души). Втори блок е така наречената Севернодвинска чета (на полски: Oddzial Dzwinski), образувана от полски войници от Архангелск, на другия бряг на Бяло море. Когато на 31 юли 1918 г. там избухва антиболшевишки бунт, поляците се присъединяват към бунтовниците. През октомври 1918 г. полският отряд от Кола, която е под британски контрол, се прехвърля в Архангелск. Междувременно друо полск формирование е създаден при Онега. До средата на януари 1919 г. броят на мурманчиците се оценява на 22 офицери и 286 войници.

## Бойни действия
Въпреки нарастващите трудности всички формирования са оборудвани и готови да участват в интервенцията на Антантата в Русия. Полските сили влизат в сражение с болшевиките на Колския полуостров, защитавайки железопътната линия от Архангелск до Вологда. Британците считат Мурманчиците за отлични войници, но до средата на септември 1919 г. всички са евакуирани от Архангелск в Полша.

## По-нататъшна съдба
Всички Мурманчици се завръщат в Полша през декември 1919 г. Скоро сформират 3-ти батальон на 64-ти пехотен полк на полската армия в Груджьондз и отново се бият с болшевиките. Асоциацията на Mурманчиците запазва съществуването си във Втората полска република. През 1938 г., по своя инициатива, 64-ти пехотен полк се преименува в 64-ти померански полк на мурманските стрелци.
В периода между световните войни и след 1990 г. полското участие в северната част на Русия се отбелязва на Гробницата на незнайния воин, Варшава като „Murman 1918“.